# ザルツブルク市街の歴史地区
ザルツブルク市街の歴史地区（ザルツブルクしがいのれきしちく、Historic Centre of the City of Salzburg）は、オーストリア共和国の世界遺産のひとつ（ID784）。ドイツとの国境に近い、オーストリア北西部ザルツブルク州の州都ザルツブルクに所在する。
紀元前より岩塩の交易によって栄えてきたこの町は、「ザルツ（塩の）ブルク（城）」と呼称されてきた。中世において塩は、「白い黄金」と呼ばれるほど貴重なものであった。9世紀には司教座が置かれて宗教都市として栄え、ザルツァッハ川左岸の旧市街には、教会や歴史的建造物が数多く建てられ、「北のローマ」あるいは「北のフィレンツェ」と称された。1996年、世界遺産（文化遺産）に登録されたが、オーストリア国内ではウィーンの「シェーンブルン宮殿と庭園群」とならんで初の世界遺産登録であった。「教会国家」としての長い歴史にちなむ遺産、バロック時代に由来する多くの建築物群、モーツァルトの生家など音楽にまつわる多くの遺産で知られる。

## ザルツァッハ川左岸地域

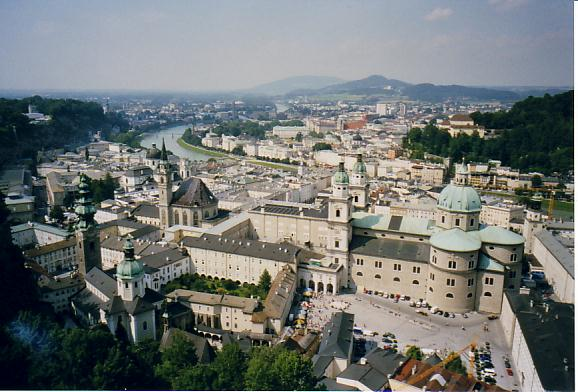
ホーエンザルツブルク城からみた市街（南から）。手前の建物が大聖堂。ザルツァッハ川は南東から北西へと流れている。川の向こう側が新市街

古来、塩の交易で栄えてきたザルツブルクであるが、都市としての歴史は、696年、ライン・フランケン地方の司教であった聖ルーペルトが亡命し、バイエルンのテオド大公が彼のために西はキームゼーから南はザルツァッハ川上流の土地を寄進、司教区管轄地とすることを認めて、彼がメンヒスベルク山麓に聖ペーター僧院教会を創設したことにさかのぼる。
以後、8世紀には最初の大聖堂が大修道院司祭聖ヴィルギリウスによって創設され、9世紀には司教座が置かれて「司教都市」となり、12世紀中ごろまでには小規模ながら市民都市としての姿ができあがった。13世紀後半、ザルツブルクは大司教の支配する一侯国となり、商品中継地となっていた市民の多くはそのことを嫌ったという。
1481年、神聖ローマ帝国直属の都市となって以来、大司教が世俗の領主を兼ねて宗教と政治をともに支配する絶大な権力者となり、1511年、ザルツブルクに帝国自由都市の地位を獲得させようという市民層の努力は封建領主でもあった大司教の手によって挫折させられた。その後、大司教ヴォルフ・ディートリヒ・フォン・ライテナウ（在位1587年-1612年）とマルクス・シティクス・フォン・ホーエネムスによって都市のバロック化がはじまっている。
現在、ツェントラル（旧市街）と呼ばれるザルツァッハ川左岸地域には、大聖堂、ホーエンザルツブルク城、聖ペーター僧院教会、レジデンツなどの歴史的建造物があり、市壁や中世都市の構造をよく残した数々の小路がある。モーツァルトの生家やミヒャエル・ハイドンの墓など音楽家にまつわる旧跡も多い。

### ザルツブルク大聖堂

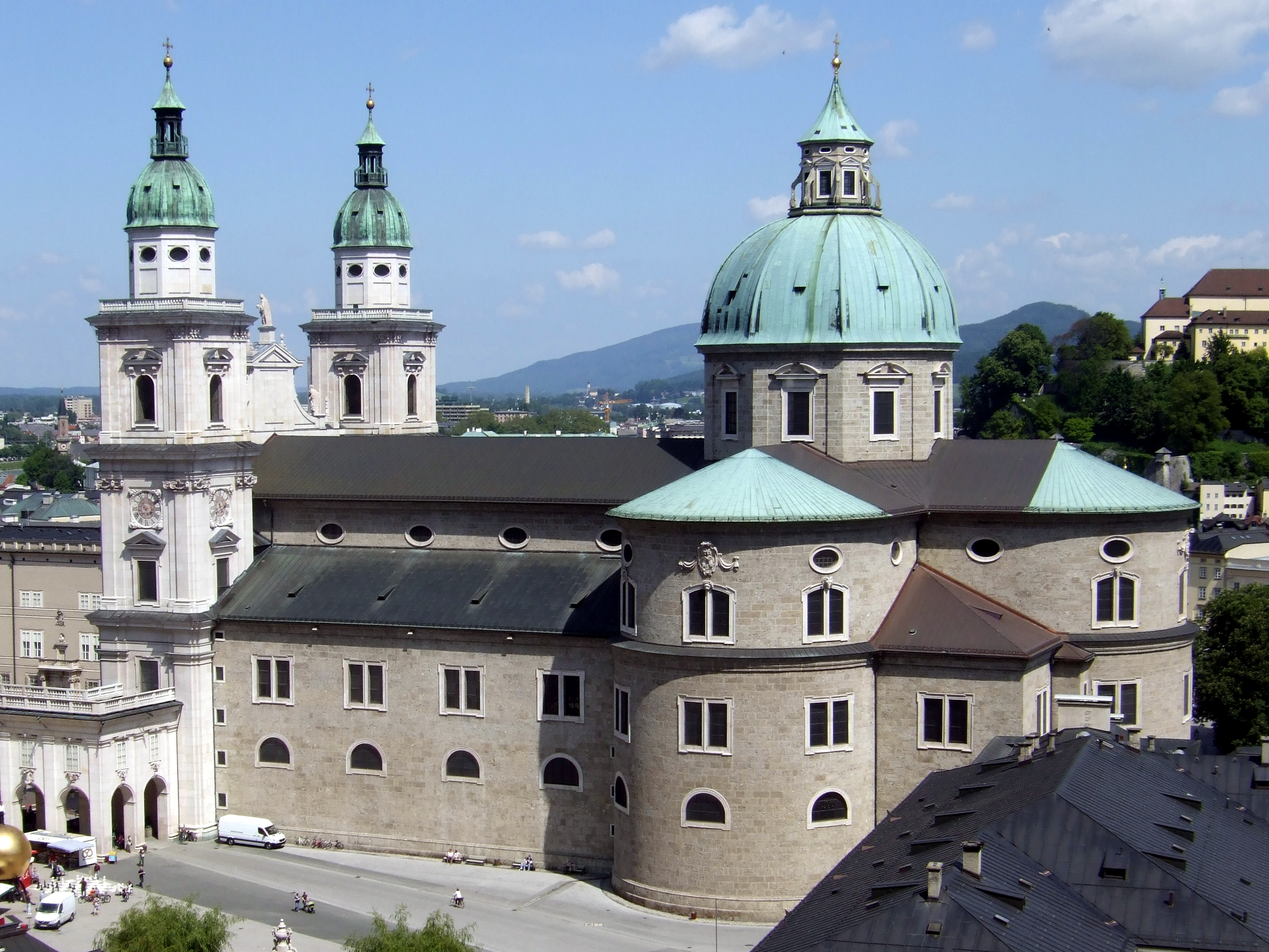
大聖堂近景

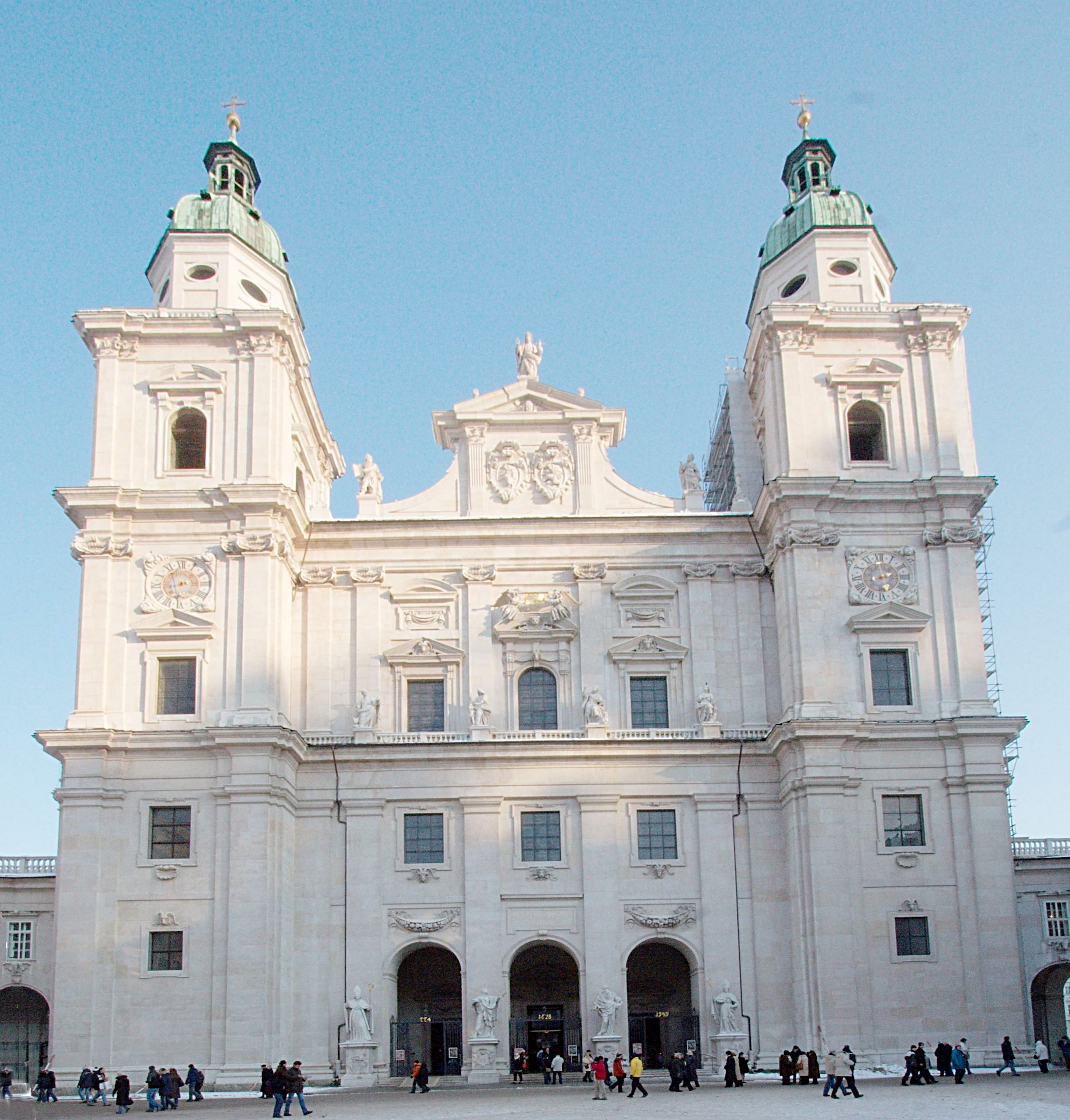
1628年完成の大聖堂正面

最初のドーム (Dom) は774年に前期ロマネスク建築によりメンヒスベルクの山裾に創設されたもので、司教聖ヴィルギリウスが大聖堂を献堂し、そののちの図書館や学校の基礎となった。その後の数世紀、教会はその影響力をたえず広げようとし、寄進や寄付あるいは特権によって守られた宗教的な地位を、世俗的な権力を強めるためにも活用した。
2度目のドームは、1181年から1200年ころにかけて後期ロマネスク様式に改築された。アルプス以北では唯一、身廊が5つあるバシリカ様式の建築でドイツ皇帝聖堂との混合形式である。一領主である司教がこのように優れた建築物を造ることができたのは、教会所有地の収入のほか、ハラインの岩塩採掘、タウエルンの金採鉱での収入によるものであった。
今日のザルツブルク大聖堂は、1628年にバロック様式によって建て直されたものである。ザルツブルクの歴史において最も華麗な祝典は、1628年の大聖堂の献堂式であったが、それは三十年戦争のさなかの出来事であった。イタリア出身のヴィンチェンツォ・スカモッツィ（1548年-1616年）の設計案が廃案となり、同じくイタリア出身のサンティーノ・ソラーリオ（1576年-1646年）によって設計された大聖堂は、ドームの乗る大理石の双塔をもち、ペディメントをはさんで構成されたファサードを特徴とする。
多数の彫刻によって装飾され、内装は光の効果をふんだんに利用しており、イタリアのバロック様式を取り入れた美しい建築で知られる。1万人もの人員が収容可能であり、大規模なミサがとりおこなわれ、また、ヨーロッパ最大のパイプ・オルガンを所蔵している。1961年に設けられた聖堂の鐘もドイツ語圏では最大のものである。1959年には改修を受けている。
この聖堂前を舞台に1920年以来、戯曲『イェーダーマン』が上演され、これがザルツブルク音楽祭のオープニングになっている。なお、この音楽祭の発案者は『イェーダーマン』の作者でもある世紀末ウィーンの文豪フーゴ・フォン・ホーフマンスタールであった。

### 祝祭大劇場

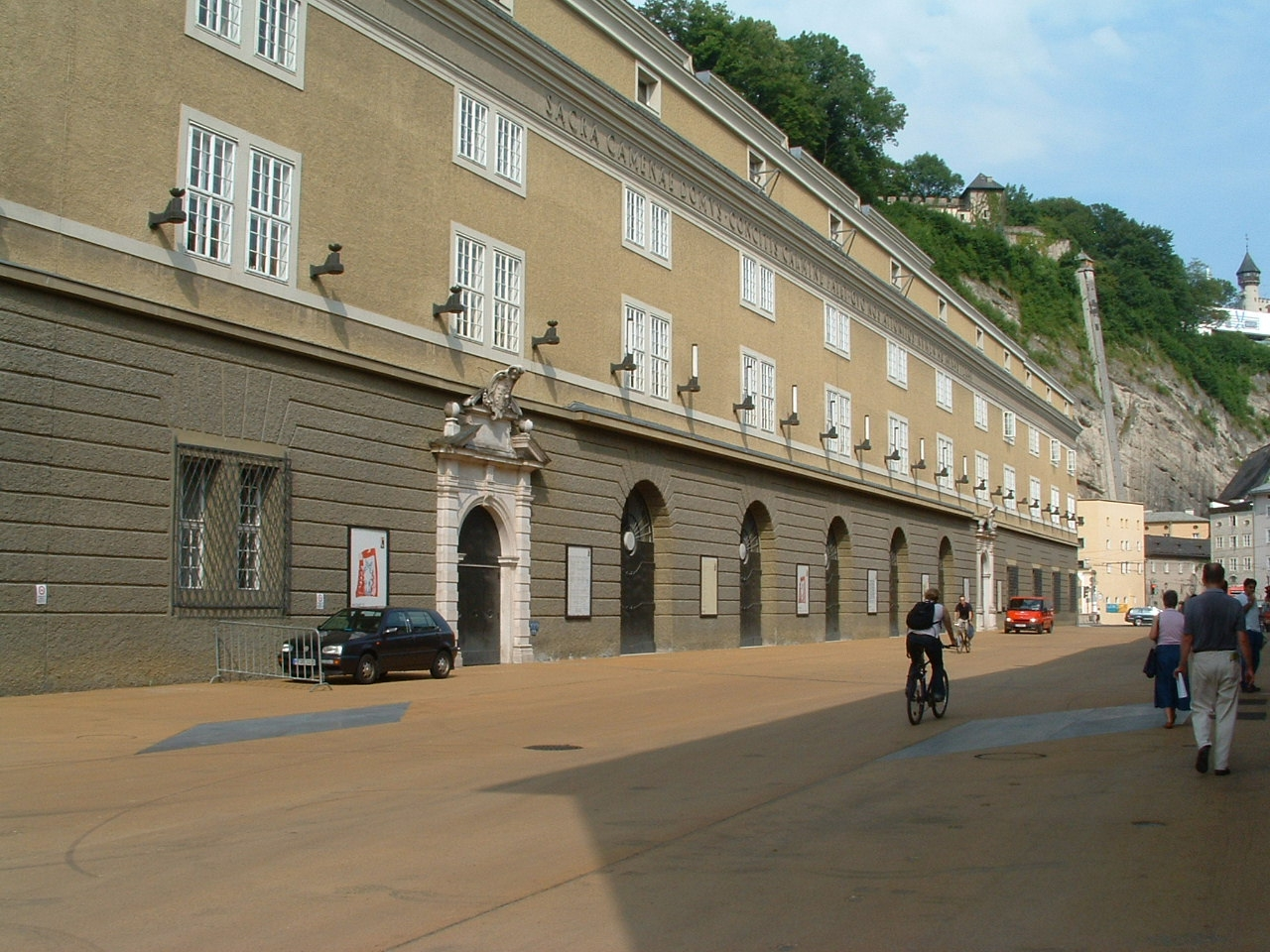
祝祭大劇場の外観

大聖堂から少し離れた聖ペーター僧院教会の西側には、クレメンス・ホルツマイスターの設計により1960年に完成したザルツブルク祝祭大劇場 (Das Große Festspielhaus in Salzburg) があり、ステージの規模は世界最大級をほこる。大劇場のこけら落としは、ザルツブルク出身のヘルベルト・フォン・カラヤン指揮の「ばらの騎士」であった。
祝祭劇場は大劇場、小劇場、メンヒスベルク山の岩肌を削ってつくられたフェルゼンライトシューレよりなる。フェルゼンライトシューレはかつて夏季乗馬学校として利用されたが、現在は『魔笛』の上演などにおいて独特の舞台を提供している。映画『サウンド・オブ・ミュージック』（1965年）のコンテストの会場になったことでも有名である。

### 聖ペーター僧院教会
聖ペーター僧院教会 (St. Petersstiftskirche) は、聖ルーペルトが696年に開いたベネディクト派の教会であり、ドイツ語圏のなかでは最も古いとされる男子修道院である。当初はロマネスク様式を主として建てられ、三廊式バシリカの形式をもち、回廊西翼や玄関にはロマネスク様式の、マリア礼拝堂には初期ゴシック様式の古い建築様式を今に伝えている。18世紀後半には後期バロック様式で改築され、内装はきわめて壮麗かつ優美さも加わり、すでにロココ様式の片鱗もみられるとの評価がある。

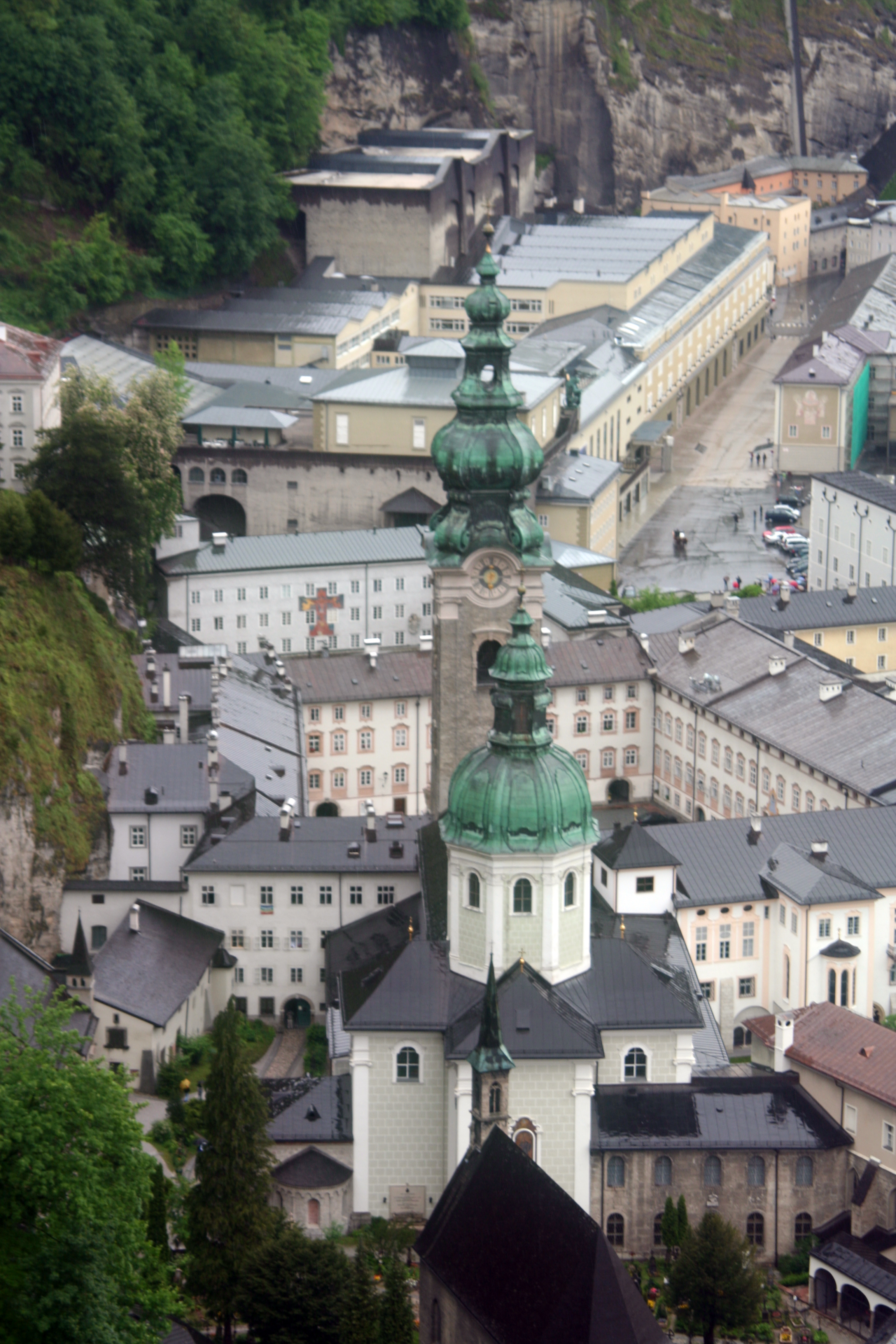
聖ペーター僧院教会

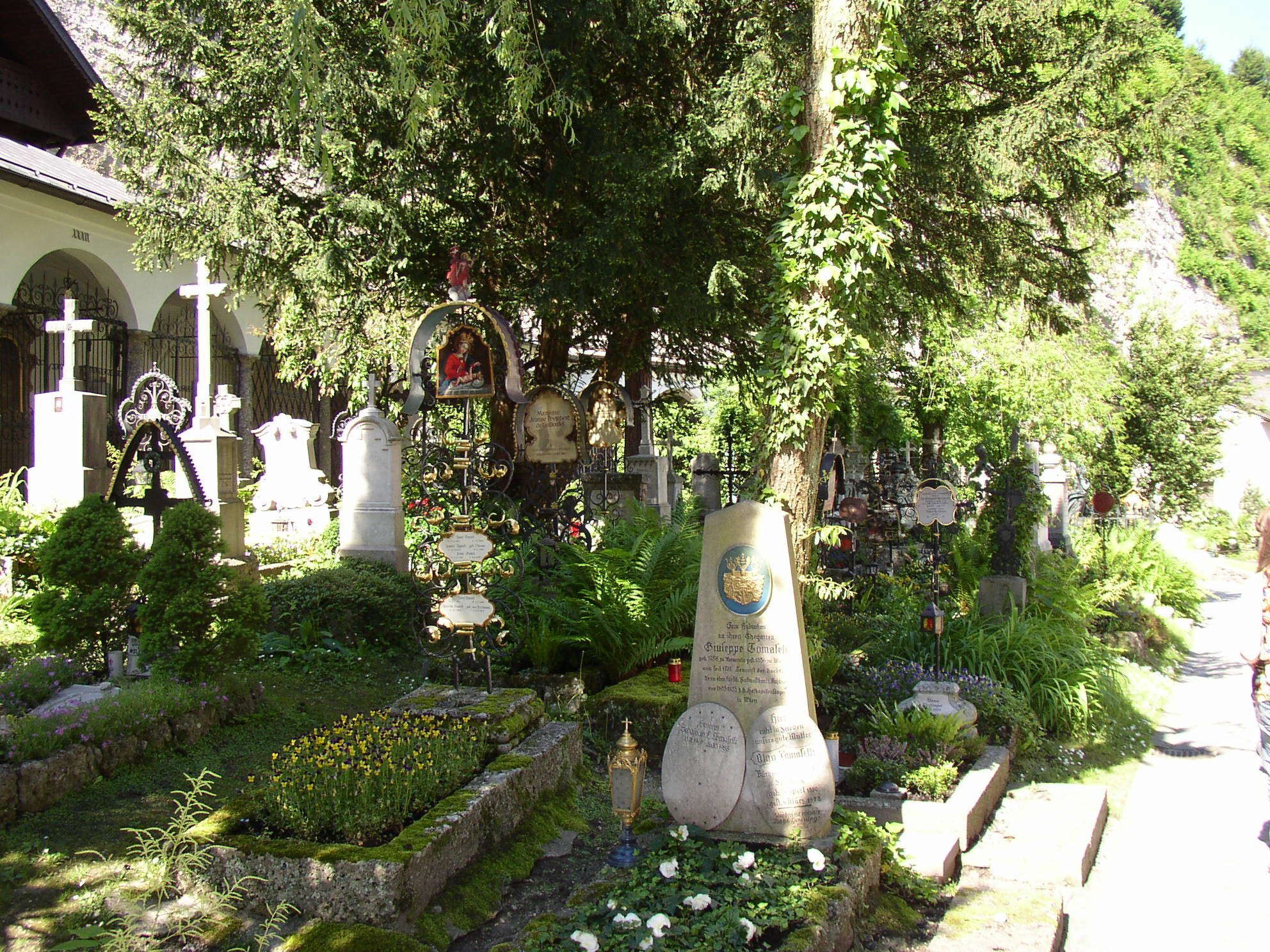
ペータースフリートホフ

その教会墓地であるペータースフリートホフ (Petersfriedhof) はロマン主義の時代には、ロマン主義者たちが好んだ強烈な磁場をもつ空間となった。18世紀に活躍したミヒャエル・ハイドン（フランツ・ヨーゼフ・ハイドンの弟）もここに眠っている。また、ロマネスク-ゴシック期の岩窟礼拝堂、グロッタや初期キリスト教徒の地下納骨堂（カタコンベ）も見学することができる。
聖ペーター僧院教会に隣接して、メンヒスベルク山の岩盤をくりぬいた岩肌を利用したレストラン「シュティフツケラー・ザンクト・ペーター」があり、フランク王国のカール大帝の宮廷に仕えたアルクィンが803年に「ヨーロッパ最古のレストラン」として記録している。1720年以降は、貴族や市民、聖職者たちがここに出入りするようになり、ミヒャエル・ハイドンもしばしば訪れている。教会墓地付近には彼が居住したことを記した銘板のある建物もある。

### ノンベルク修道院

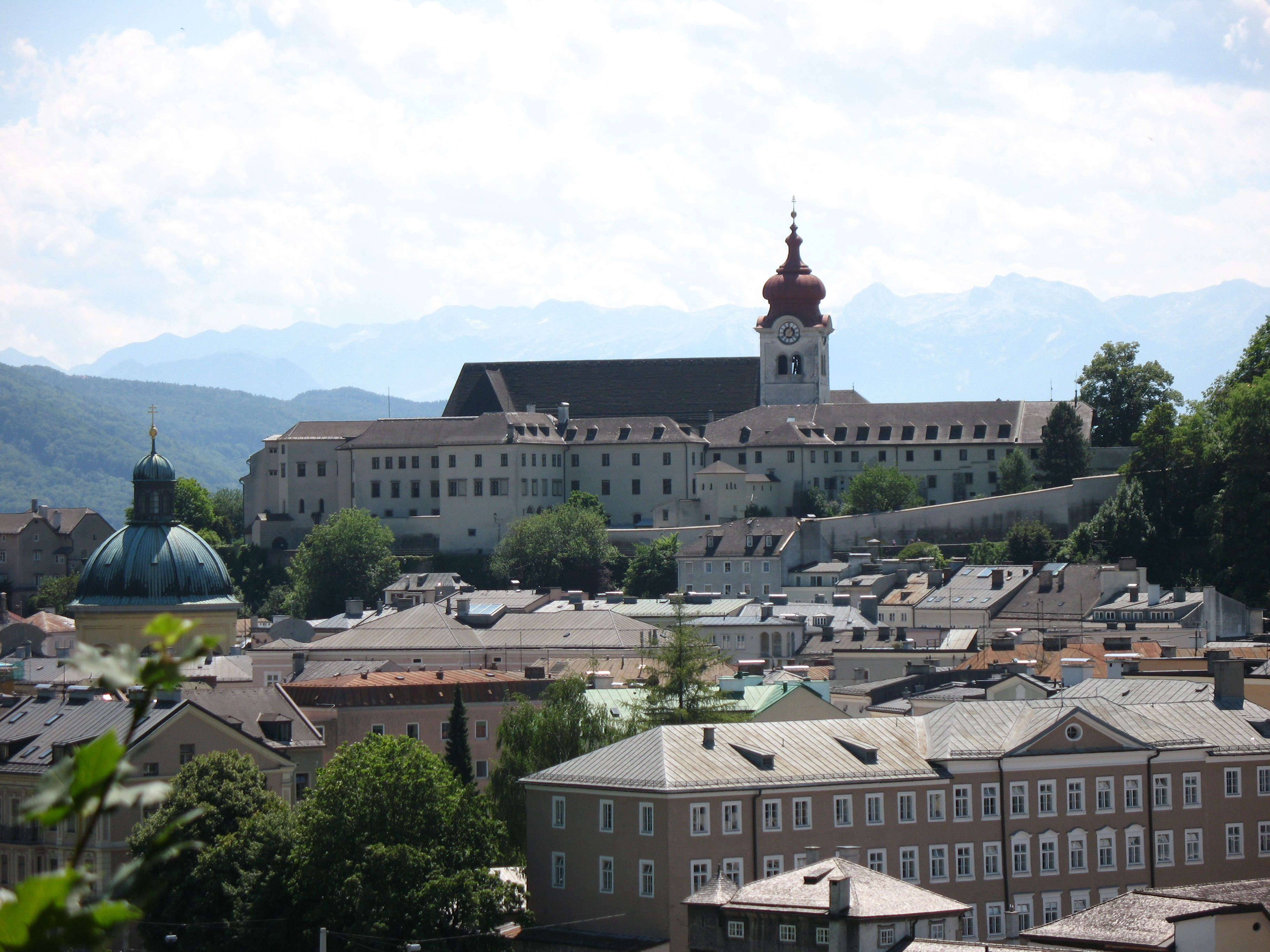
ノンベルク修道院

西暦700年ごろにブルクベルクの山麓に創立されたドイツ語圏最古の女子修道院であるノンベルク修道院もまた、かつての遺構、遺物を多く保持している。15世紀後半に改造された三廊式バシリカには1150年のロマネスク期制作の壁画が今も残っている。

### フランチェスコ会修道院聖堂
フランチェスコ会修道院聖堂は、聖ペーター僧院教会とレジデンツの間に位置している。後に多くの付属施設が加えられることとなったが、中世の建築要素がもっともよく維持された建物として知られている。それに対し、西暦800年ごろに建築された聖ミヒャエル聖堂は、商人の教区聖堂としての中世の伝統をもはや見ることができない。

### ホーエンザルツブルク城

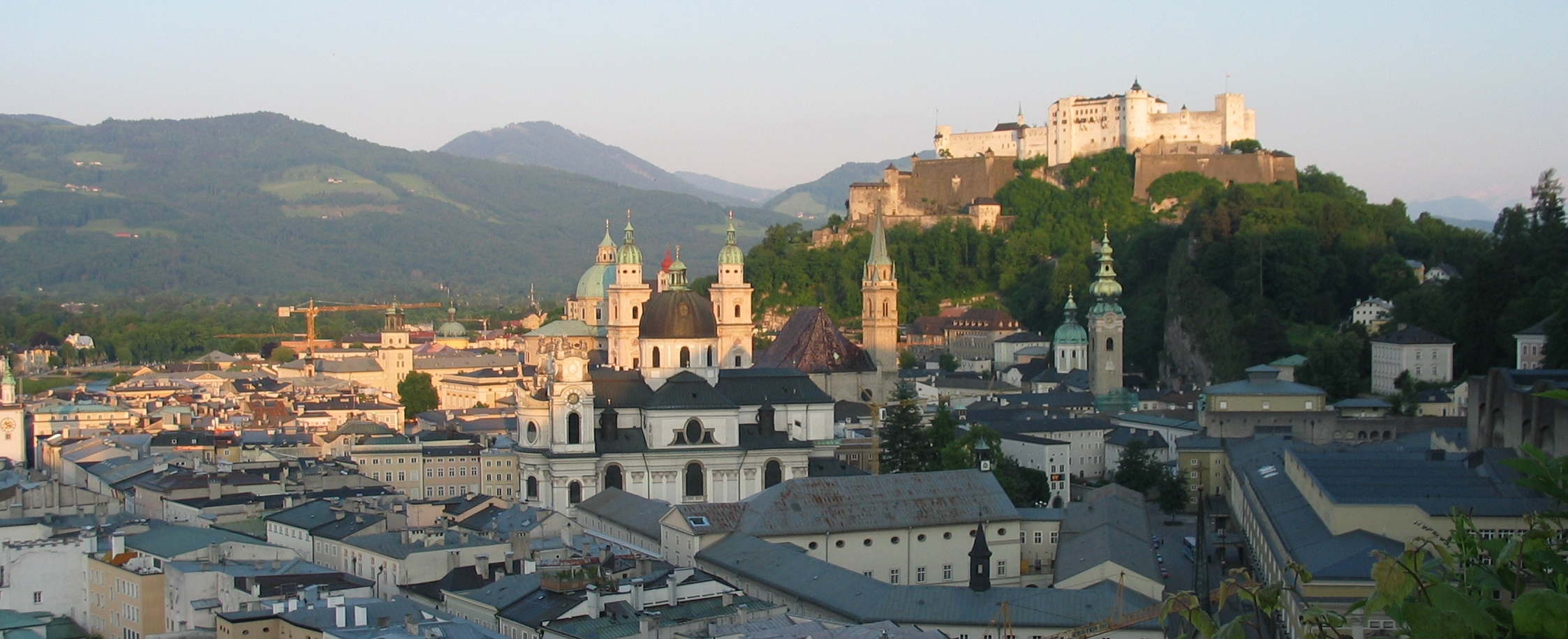
丘に建つホーエンザルツブルク城の夕映え

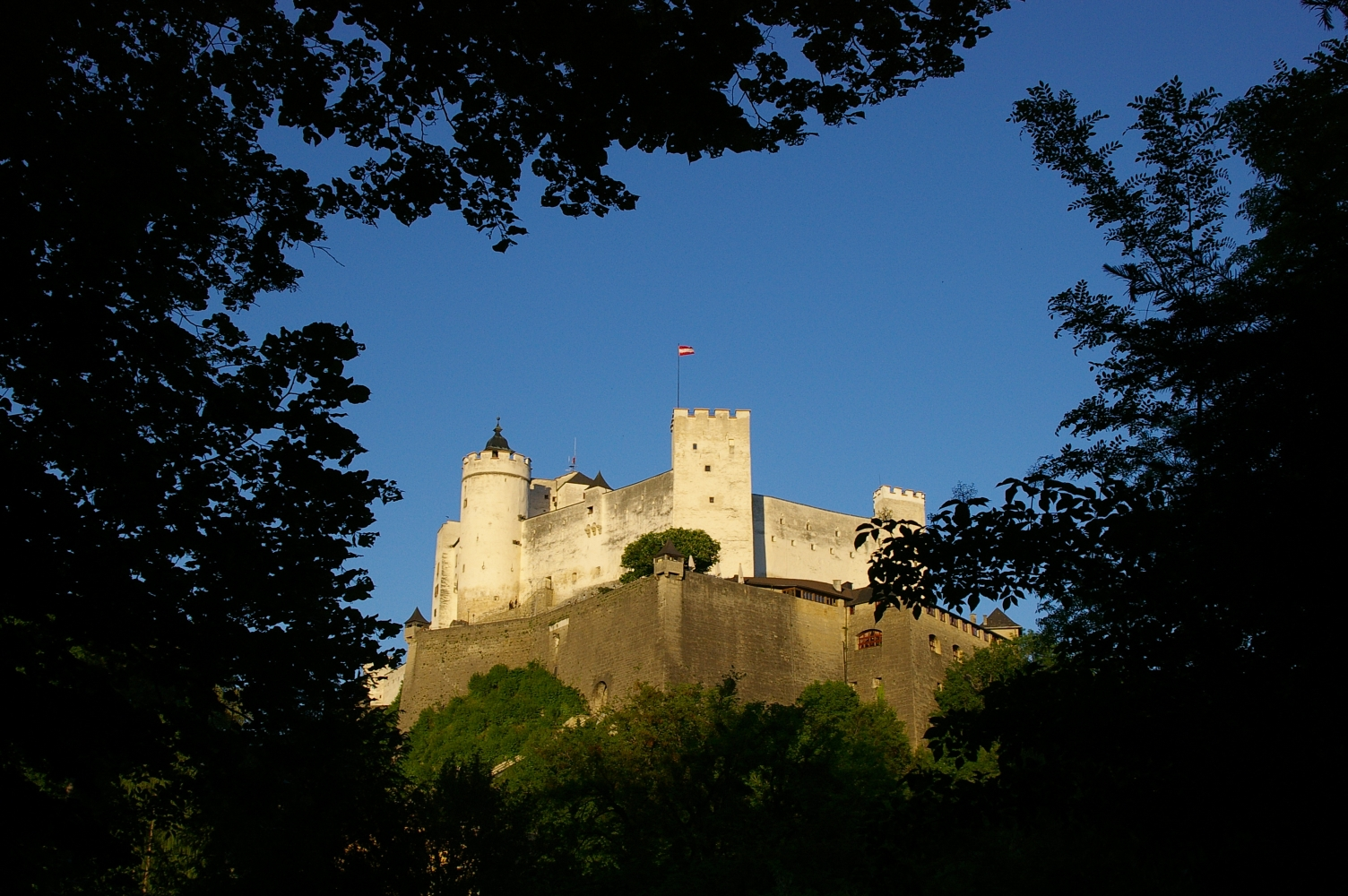
ホーエンザルツブルク城近景

ホーエンザルツブルク城 (Festung Hohensalzburg) は、1077年、神聖ローマ皇帝ハインリヒ4世とローマ教皇グレゴリウス7世の間に起こった叙任権闘争のさなか、教皇派の大司教ゲプハルト（ゲプハルト・フォン・ヘルフェンシュタイン1世）が皇帝派の南ドイツ諸侯に対抗すべく建築した防衛施設で、旧市の南端、メンヒスブルク山の山頂に立地する。ゲプハルトにはじまった増改築はマイセン辺境伯コンラート1世（1098年ころ-1157年）のもとで一応の終了をみた。「赤ひげ王」として知られる神聖ローマ皇帝フリードリヒ1世"バルバロッサ"（在位1152年-1190年）によってザルツブルクの町が焼き払われたことがあったが、この城はそのときも無事であった。
ホーエンザルツブルク城は、町のほとんどどこからでも見ることができ、1.3キロメートルにわたって続く高さ約50メートルの高地をなしている。一番高い場所（ホーアー・シュトゥック）の標高は508メートルである。
城のなかには、等身大の12使徒像がならんだ1498年建造の「聖ゲオルク礼拝堂」、ザルツブルクの町の人びとに時を告げる、1502年製作の機械オルガン「ザルツブルクの雄牛」があり、いずれもレオンハルト・フォン・コイチャッハ大司教（在位1495年-1519年）の大拡張によるものである。その後も歴代の大司教により増改築がくり返され、17世紀後半にはほぼ現在の姿に近づいたと考えられる。
内部はブルク博物館になっており、マヨルカ焼の後期ゴシック様式の豪華なストーブや武器、魔女狩りが盛行した時期の拷問具などが展示され、「黄金の大広間」「黄金の小部屋」など後期ゴシック様式の壮麗な部屋がある。15世紀までは大司教の住居として使用され、それ以後は兵舎または牢獄として利用されたが、外敵に占領されたことが一度もなく、ヨーロッパ中世のものとしては完璧に保存された稀有な例となっている。「レックの塔」からは北に市街地、南にアルプスの山々を見わたすことができる。
ホーエンザルツブルク城では毎年「国際サマーアカデミー」がひらかれており、世界中の芸術家が集まる。山頂へは、1892年開通のケーブルカーが約10分間隔で往復している。

### 市内にのこる市壁の痕跡
11世紀後半の城の建設に対して、市壁の建設が決定されたのはようやく1278年になってのことであった。市壁の痕跡はいまも市街にのこっており、中世の都市構造はつづら折りになった小路とともによく残されている。

### レジデンツ広場
レジデンツ広場 (Residenzplatz) は、ツェントルムと呼ばれる旧市街の中心に位置し、中央には「アトラス神の噴水」がある。三方を大聖堂（南）、レジデンツ（西）、グロッケンシュピール（東）に囲まれた一画である。

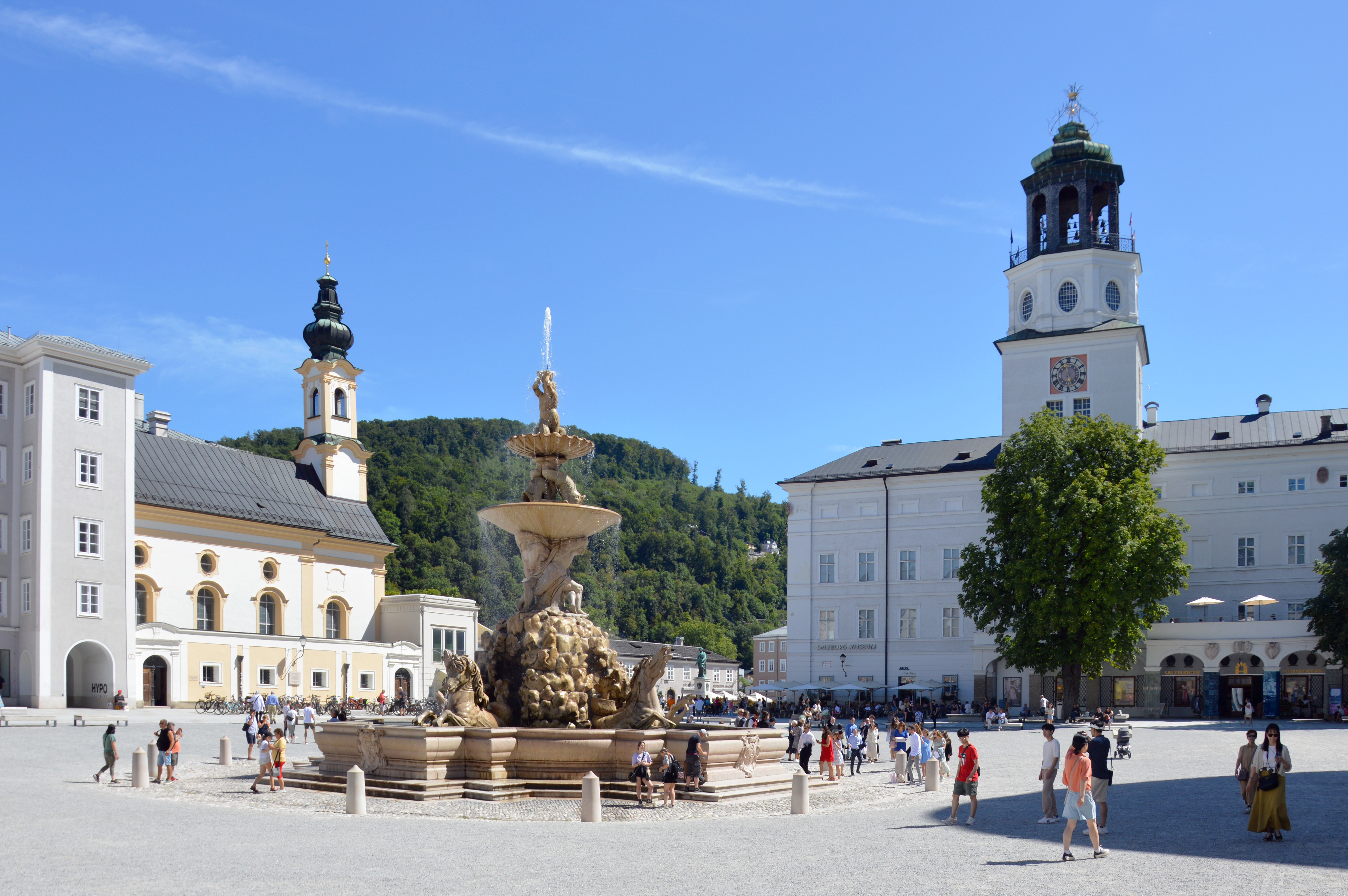
レジデンツ広場と
グロッケンシュピール（右）

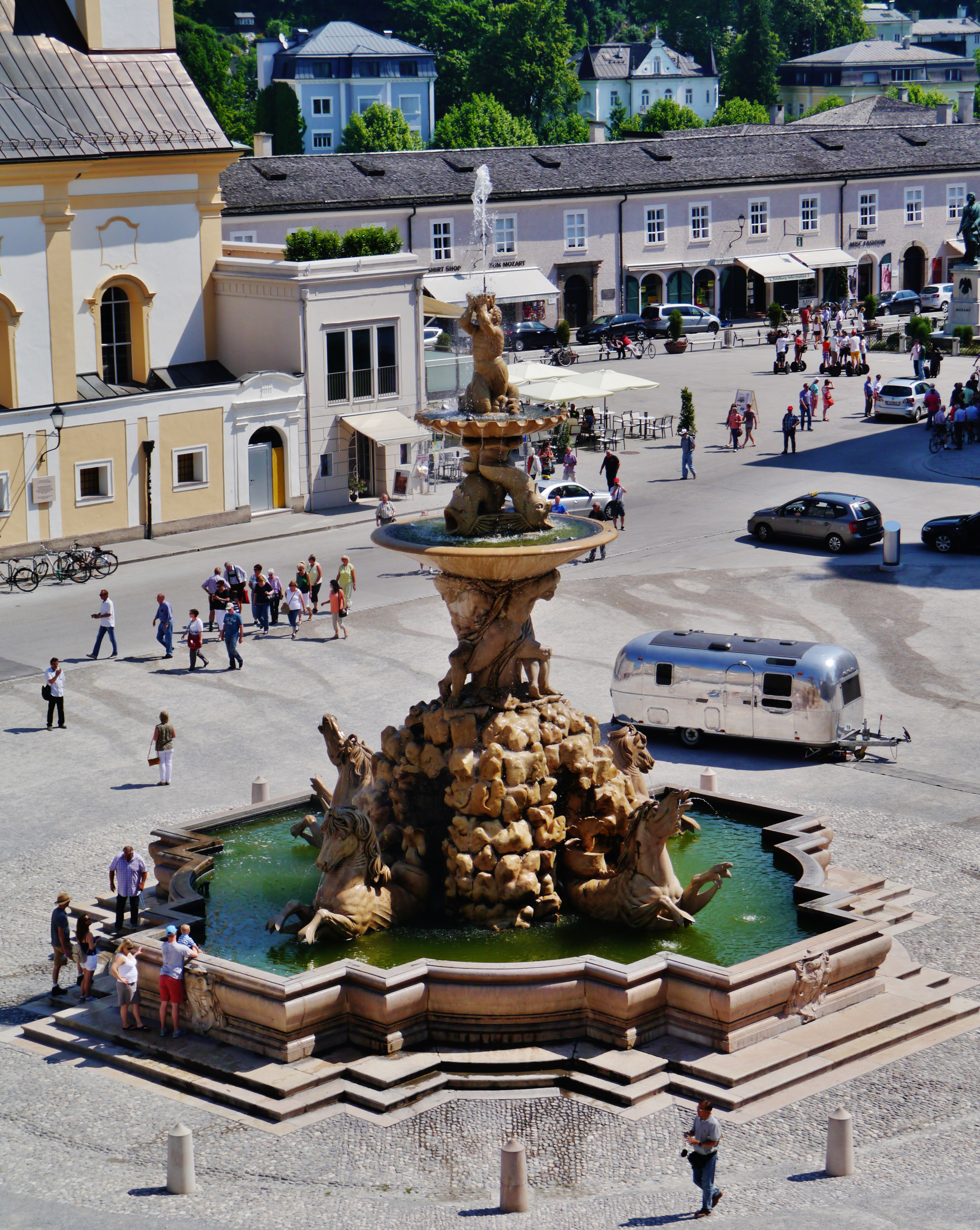
アトラス神の噴水

広場西側にはその名称の由来となったレジデンツ（宮殿）が建っている。現在の宮殿は1619年に完成したもので、歴代の大司教が居住して政治をおこなった場所であり、すべての部屋の天井にはアレクサンドロス大王の絵が描かれている。「神童」と呼ばれた天才モーツァルトが5歳で音楽会をひらき、また、はじめて自作のオペラを上演したところでもあり、モーツァルトの主人であったヒエロニムス・フォン・コロレド（Hieronymus von Colloredo, 1772年-1803年）はザルツブルク最後の大司教となった人物である。
現在、レジデンツ内部はザルツブルク州立博物館となっており、そのギャラリーにはヨーロッパの美術品とくに中世絵画が多数収集され、中世の武具なども数多く展示されている。

#### グロッケンシュピール
広場の東側には35個の鐘をつけた新宮殿（州庁舎）の鐘楼があり、「グロッケンシュピール」とよばれるカリヨンがある。1695年、ヨハン・エルンスト・フォン・トゥーン大司教がベルギーのアントウェルペンの鐘鋳造職人メルキオール・デ・ハーゼから購入したものと伝わる。7時、11時、18時の1日3回、モーツァルトの曲を演奏する。トゥーンは東インド会社に投資して巨額の儲けを得たとされるので、オランダの出島貿易の儲けがこの鐘の建設費を賄った可能性が考えられる。

### モーツァルト広場と大聖堂広場

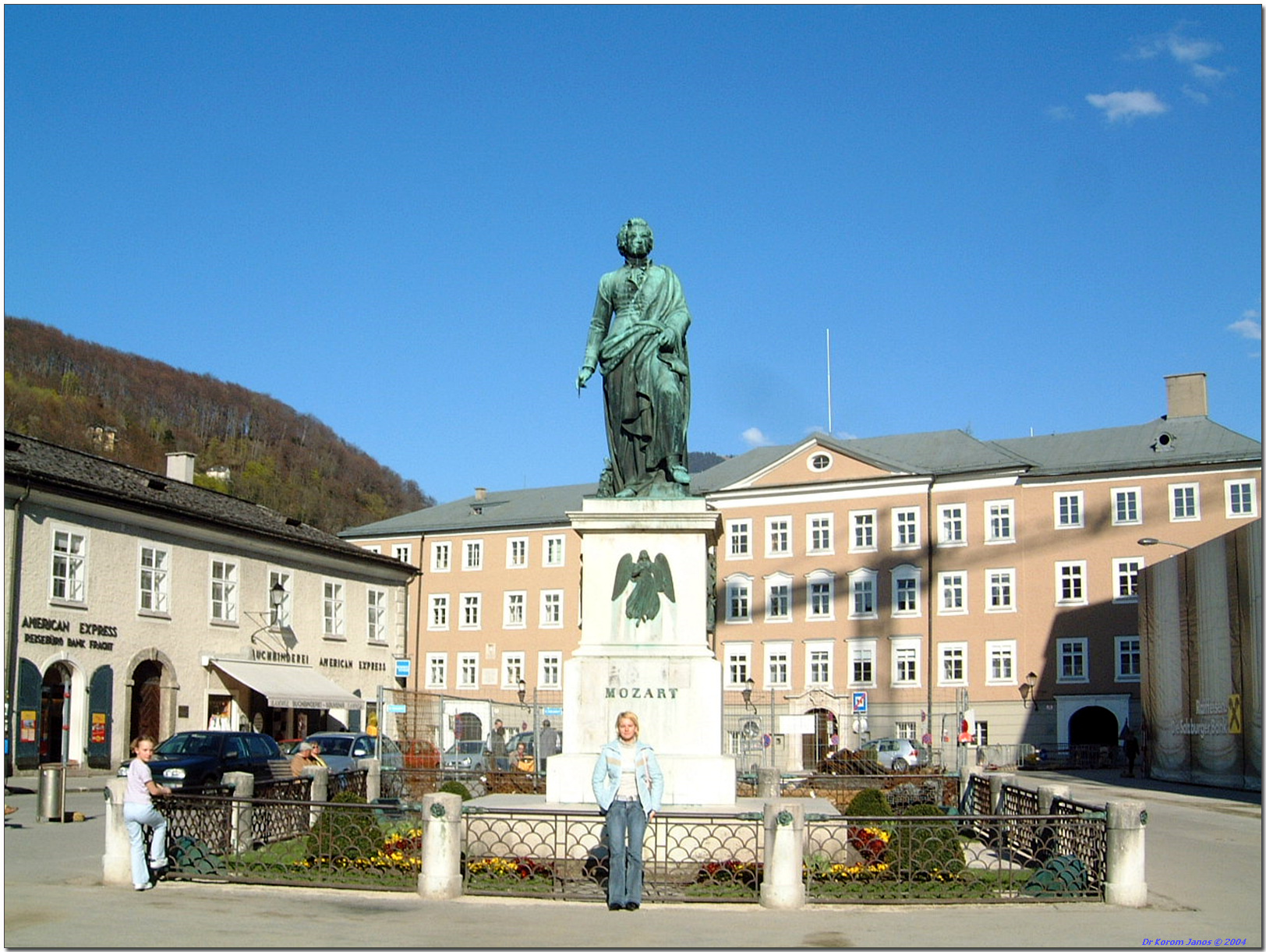
モーツァルト広場

グロッケンシュピールの北側はモーツァルト広場 (Mozartplatz) とよばれ、中央にモーツァルト像があり、カフェやレストランが並んでいる。その北のモーツァルト小橋によってザルツァッハ川右岸の新市街と結ばれている。
レジデンツ広場の南側、大聖堂のさらに南にはドーム広場 (Domplatz) があり、聖ペーター僧院教会とのあいだの狭い坂道の裾にホーエンザルツブルク城へのケーブルカー搭乗口がある。

### 中世の小路と街並み

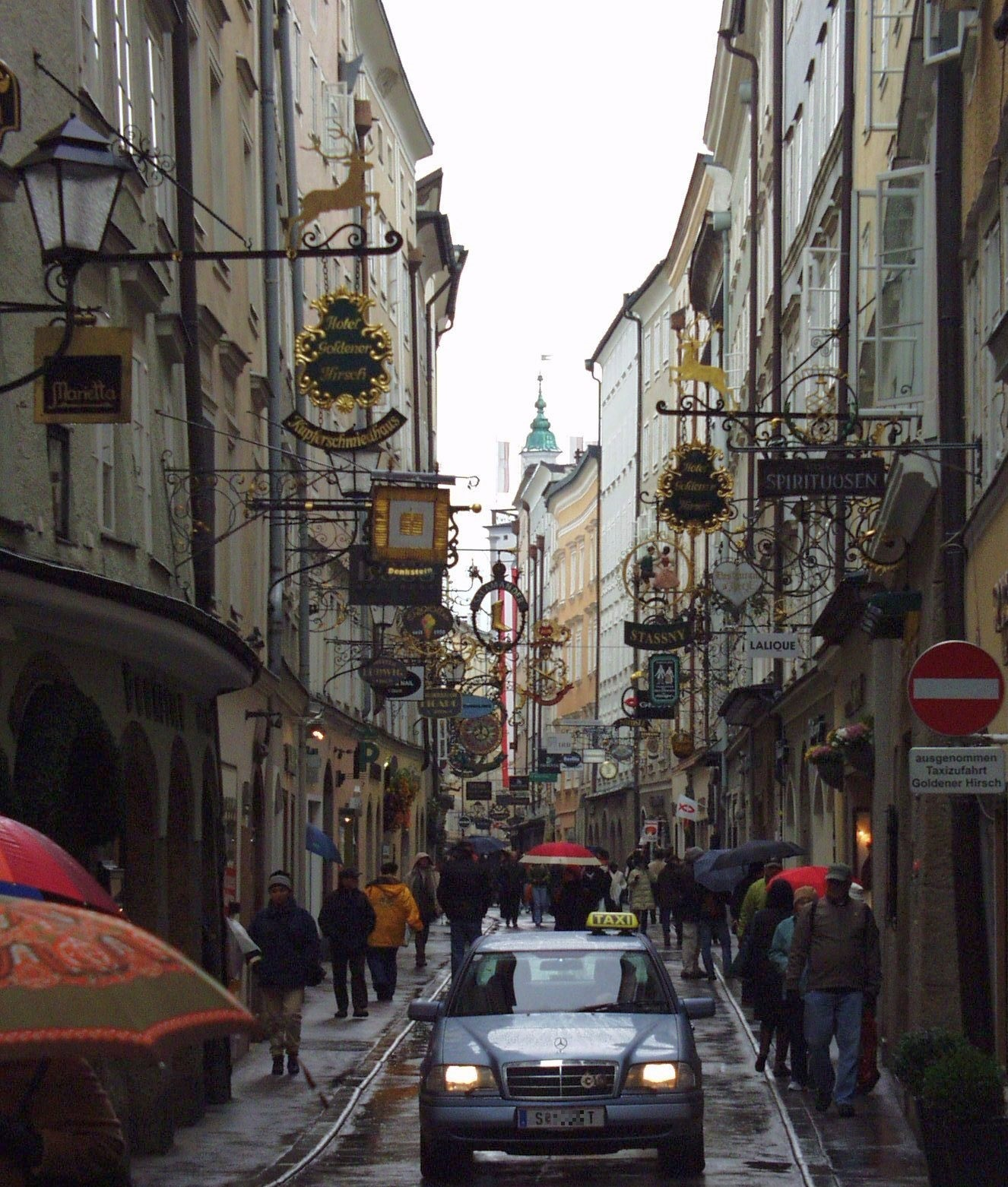
ゲトライデ通り

ザルツブルク旧市街にはゲトライデ通り (Getreidegasse)、ユーデンガッセ (Judengasse)、ゴルト通り (Goldgasse)、ブロート通り (Brodgasse)、河畔通り (Kaigasse)、新市街にはリンツ通り (Linzergasse)、シュタイン通り (Steingasse) など数々の路があり、中世の都市構造は、これら不規則に絡み合った細い小路によく残されており、その街並みにはアーケードをめぐらせた中庭がともなっている。また、それぞれの小路では、中世様式、ロマネスク様式、ルネサンス様式、バロック様式など各様式で建てられた建築物や、ハプスブルク君主国の時代における擬古典的で優雅な民家を目にすることができる。
旧市街（ツェントラル）中心部のゲトライデ通りには商店、同業者組合、業者などの装飾的な鉄細工の看板がたくさん並んでおり、現在では、ユーデン通りとならび、ザルツブルク旧市街で最も繁華な小路となっている。ユーデン通りは、その名のとおり、かつてユダヤ人の居住したゲットーのあった小路である。

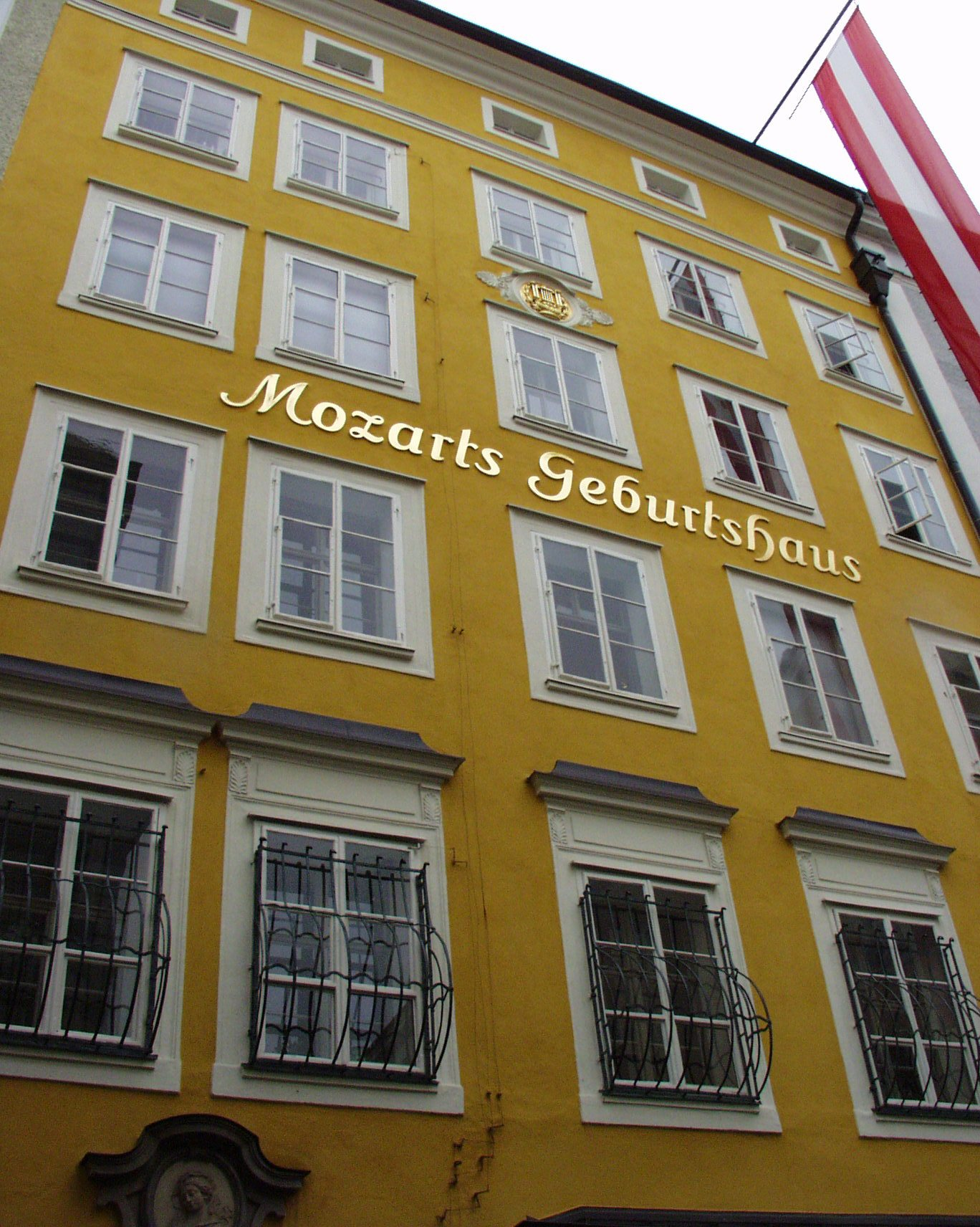
ゲトライデ通りにあるモーツァルト生家

### モーツァルト生家
1756年1月27日にヴォルフガング・アマデウス・モーツァルトが誕生したといわれる家 (Mozarts Geburtshaus) は、ゲトライデ通り9番地に所在する黄色い建物の4階にあり、現在はモーツァルト記念館として残されている。1769年、ときの大司教ジークムント・フォン・シュラッテンバッハ (Sigismund von Schrattenbach) は、13歳のモーツァルトを宮廷楽団のコンサートマスターに任命している。
ここには愛用のピアノやヴァイオリンなどの楽器、自筆の楽譜のほか、父レオポルト、母アンナ、姉ナンネルをはじめとするモーツァルト一家の肖像画などが展示されている。
「大司教の町」であったザルツブルクは、ウィーンのような有力貴族を欠いており、音楽をたしなむ階級が圧倒的に不足していた。モーツァルトは、すでに家族とともに1762年にはウィーンへ演奏旅行で訪れ、大好評を博していた。彼がザルツブルクでの宮廷作曲家の職を辞し、ミュンヘン、マンハイムを皮切りに新天地に職を求めて旅立ったのは1777年、モーツァルト21歳のときであった。

## ザルツァッハ川右岸地域
南東から北西にむかうザルツァッハ川の右岸、すなわち市の北部にあたる新市街にも歴史的に重要な建造物が残っている。その代表的なものがミラベル宮殿である。

### ミラベル宮殿

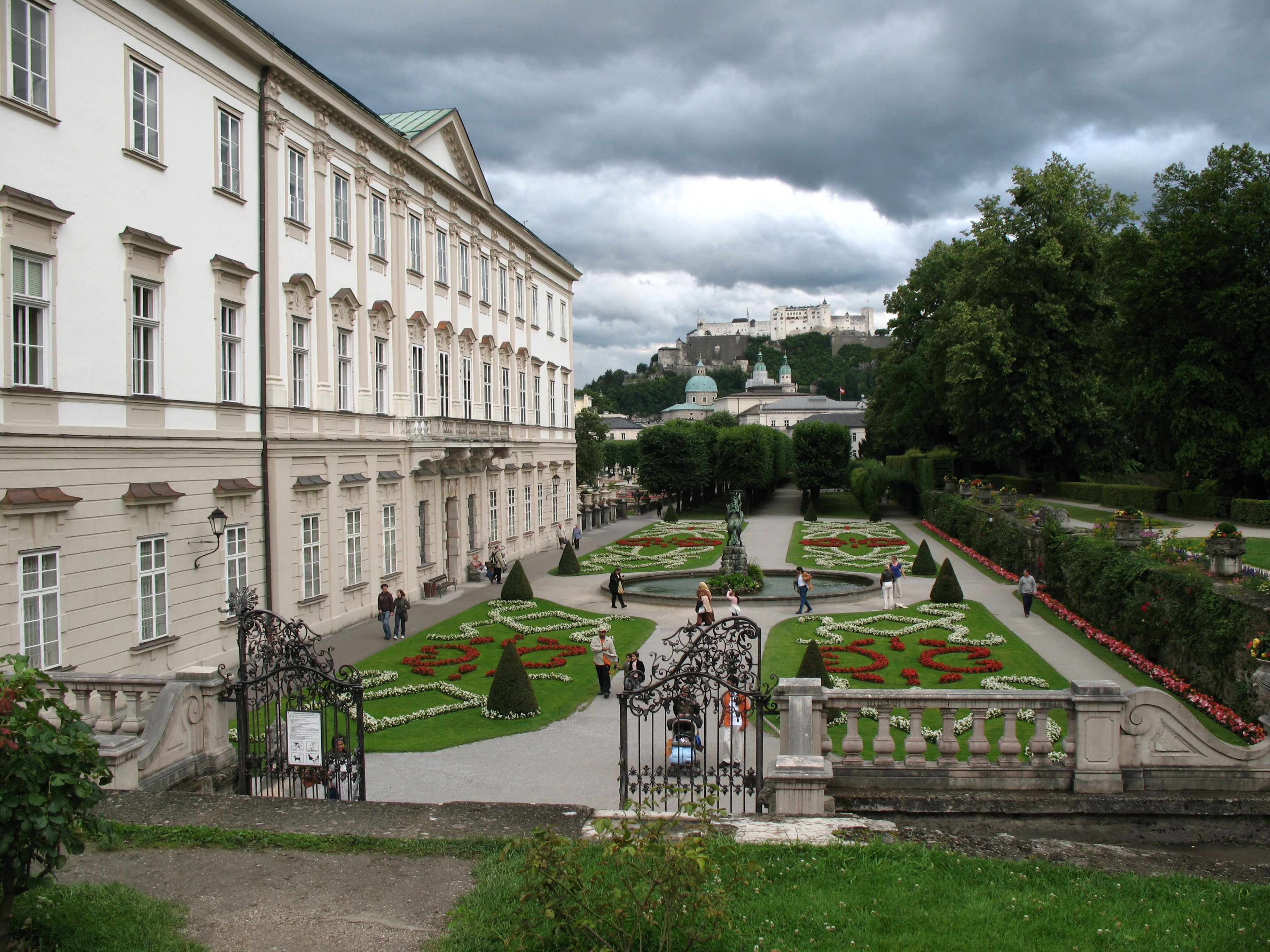
ミラベル宮殿と庭園。遠方にホーエンザルツブルク城がみえる

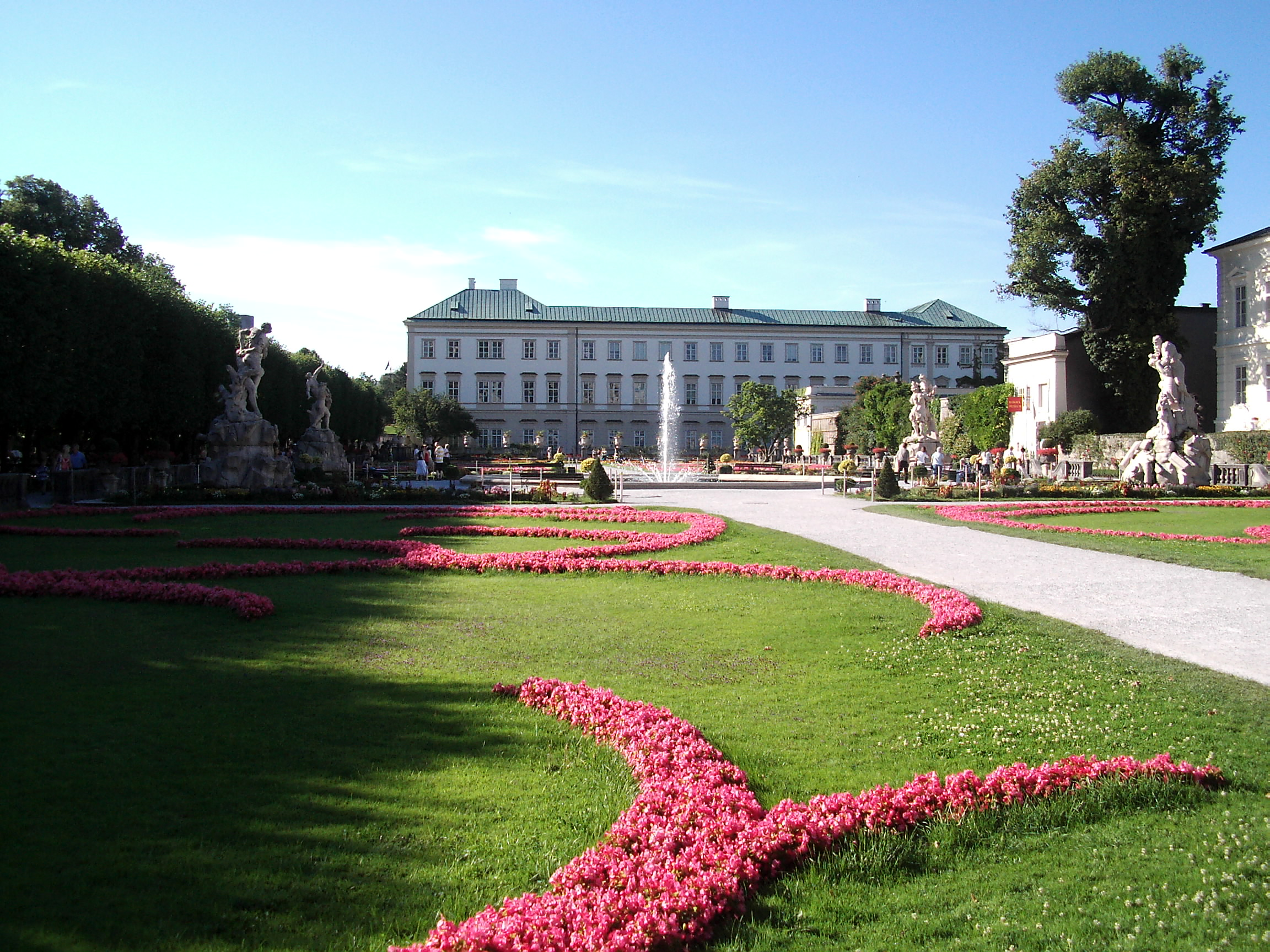
庭園からみる「ペガサスの噴水」と宮殿

1606年、大司教ヴォルフ・ディートリヒが愛人ザロメ・アルトのために建てたとされるのがミラベル宮殿 (Schloss Mirabell) である。ヨハン・カスパール・ツッカリ（1677年-1717年）の設計による。1818年に火災があり、そのあと修復され、現在はザルツブルク市長公邸として用いられている。2階には壮麗な「マルモーア・ザール（大理石の間）」があり、モーツァルト親子もここで演奏をおこなっている。2階にのぼる階段は「天使の階段」と呼ばれ、1723年にラファエル・ドナーによって造られたものである。
このミラベル宮殿のマーブルホールでは、今なおコンサートが開催されている。
なお、ツッカリによるザルツブルクの他の建築にはカイエターナー聖堂、エアハルト聖堂、レジデンツ、大学旧館などがあり、上述した旧市街のレジデンツ広場、大聖堂広場もツッカリの設計による。
ミラベル宮殿には、1690年にフィッシャー・フォン・エルラッハ（1656年-1723年）によって設計された美しいミラベル庭園 (Mirabellgarten) が付設されている。庭園には、ギリシア神話の神々の彫刻がならび、「ペガサスの噴水」のまわりは、映画『サウンド・オブ・ミュージック』でジュリー・アンドリュース演じるマリア先生が子どもたちと一緒に「ドレミの歌」を歌い、踊ったところである。
なお、エルラッハの手によるものとしては、参事会聖堂、ヨハンネスシュピタール聖堂、ウルズリーネン聖堂があり、後述する三位一体聖堂もエルラッハの設計によるものである。

### モーツァルテウム
ミラベル庭園に隣接して音楽院モーツァルテウム (Mozarteum) がある。附属図書館にはモーツァルト関連資料が保管されている。また、ウィーンで『魔笛』を作曲したという伝説の小屋が移築、保存されている。

### 人形劇場と州立劇場
モーツァルテウムに隣接して、人形劇場 (Marionettentheater) がある。約1メートルの背丈のマリオネットを用いてモーツァルトのジングシュピールなどを上演しているオペラ劇場である。隣接してザルツブルク州立劇場があり、内装の豪華なことで知られる。

### 三位一体教会
ザルツブルクにおけるフィッシャー・フォン・エルラッハ最初の建築といわれるのが、三位一体教会 (Dreifaltigkeitskirche) であり、1694年から1702年にかけて建てられた。2本の時計塔を有するバロック様式の教会で、ドームのフレスコ画はヨハン・ミヒャエル・ロトマイヤーの手によるものである。

## ヘルブルン宮殿

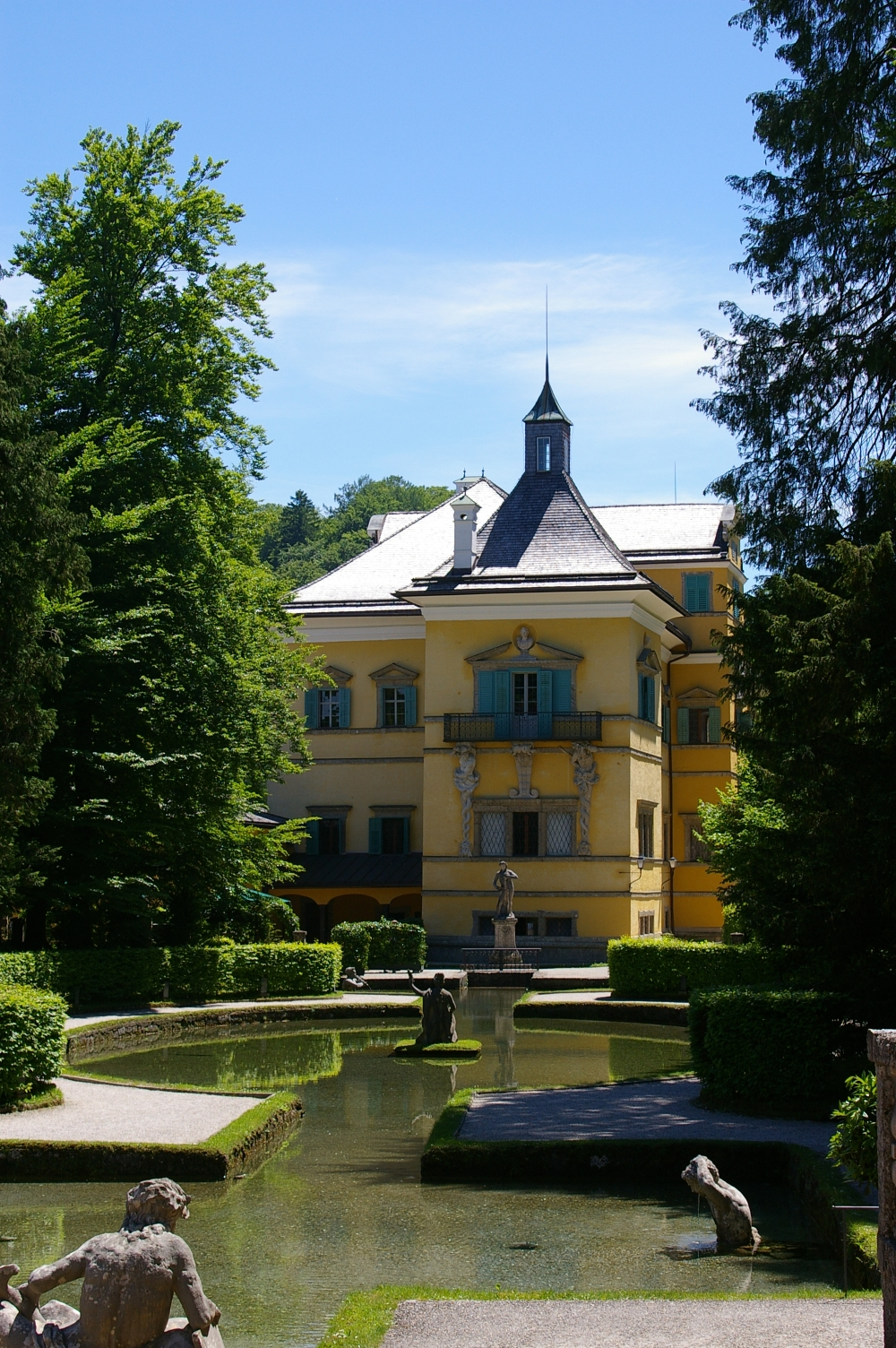
ヘルブルン宮殿

大司教マルクス・フォン・ホーエネムスの夏の離宮として建てられたヘルブルン宮殿 (Schloss Hellbrunn) はザルツブルク南郊に所在している。
至るところに水の仕掛けがあり、庭の石造りのテーブルから定期的に水が噴き出す仕掛けや噴水により王冠を浮かび上がらせる「王冠の噴水」などで有名である。かつて大司教はこの宮殿に客を招き、宴もたけなわになると水を降らせて客がびしょ濡れになるのを楽しんだという。1613年から1615年にかけて改築され、5つの水力機械、256体の木偶を備えた機械劇場がある。
庭園内にはマルクス・フォン・ホーエネムスが1月で完成させたという伝説をもつモーナーツ城（一月城）があり、現在は民俗博物館として利用されている。

## 登録基準
この世界遺産は世界遺産登録基準のうち、以下の条件を満たし、登録された（以下の基準は世界遺産センター公表の登録基準からの翻訳、引用である）。
- (2) ある期間を通じてまたはある文化圏において、建築、技術、記念碑的芸術、都市計画、景観デザインの発展に関し、人類の価値の重要な交流を示すもの。
- (4) 人類の歴史上重要な時代を例証する建築様式、建築物群、技術の集積または景観の優れた例。
- (6) 顕著で普遍的な意義を有する出来事、現存する伝統、思想、信仰または芸術的、文学的作品と直接にまたは明白に関連するもの（この基準は他の基準と組み合わせて用いるのが望ましいと世界遺産委員会は考えている）。

## アクセス
- オーストリア共和国-ザルツブルク州-ザルツブルク
- ウィーンより飛行機で約1時間。ザルツブルク空港から市内へはバスが出ている。